# 格鲁莫内瓦诺
格鲁莫内瓦诺（義大利語：Grumo Nevano），是意大利那不勒斯省的一个市镇。总面积2平方公里，人口18313人，人口密度9156.5人/平方公里（2009年）。ISTAT代码为063036。